# 彰北街道
彰北街道，是中华人民共和国河南省安陽市北关区下辖的一个乡镇级行政单位。

## 行政区划
彰北街道下辖以下地区：
安阳桥村、西漳涧村、东漳涧村、冯家庙村、宋家庙村、周家营村、十里铺村、马家垒村、缑家垒村、张贺垒村、方北营村、程寸营村、韩王度村、董王度村、屈王度村、东石桃村、西石桃村、桃村口村、田桃村和李桃村。